# If It’s Lovin’ That You Want
If It’s Lovin’ That You Want (pl. Jeśli to jest miłość jakiej chciałeś) – drugi singel z debiutanckiej płyty amerykańskiej wokalistki R&B Rihanny, Music of the Sun (2005) napisany przez: Samuel Barnes, Scott La Rock, Mosely Makeba, Jean-Claude Alexsander, Lawrence Parker Oliver. Producentami są: Carl Sturken i Evan Rogers. Piosenka została wydana po pierwszym singlu – „Pon De Replay”, który odniósł ogromny sukces na całym świecie, jednak „If It’s Lovin’ That You Want” nie był już tak popularny. Utwór zajął miejsce #36 na amerykańskiej liście przebojów Billboard Hot 100, #11 na brytyjskiej UK Singles Chart. Ponieważ drugi album artystki, A Girl Like Me (2006), został wydany osiem miesięcy po premierze debiutanckiego, „If It’s Lovin’ That You Want” był ostatnim międzynarodowym singlem z krążka Music of the Sun. Jedynie w Japonii nieoficjalnie ukazał się trzeci singel „Let Me”, który zajął pozycję #8 na tamtejszej liście przebojów.

## Teledysk
Wideoklip do singla reżyserowany był przez Marcusa Raboya, a nagrywany w Malibu. Sceny z klipu przedstawiają artystkę wykonującą taniec brzucha oraz bawiącą się boso na plaży.

## Lista utworów
| Lp.                       | Tytuł                                          | Czas |
| ------------------------- | ---------------------------------------------- | ---- |
| Europejski CD Maxi-Singel |                                                |      |
| 1.                        | "If It’s Lovin’ That You Want" (Album Version) | 3:27 |
| 2.                        | "If It’s Lovin’ That You Want" (Instrumental)  | 3:21 |
| 3.                        | "Pon De Replay" (Norty Cotto Remix)            | 7:32 |
| X.                        | "If It’s Lovin’ That You Want" (Video)         |      |

## Pozycje na listach
Singel zajął #36. miejsce na amerykańskiej liście przebojów Billboard Hot 100. Nie odniósł takiego sukcesu jak poprzedni, „Pon De Replay”, który znalazł się w pierwszej piątce wspomnianego notowania. W Wielkiej Brytanii piosenka osiadła na miejscu #11, w Irlandii na #8, na Słowacji i w Australii na #3, w Polsce na #2 i jedynie na Filipinach na miejscu #1.
| Listy przebojów (2005)                        | Najwyższa pozycja |
| --------------------------------------------- | ----------------- |
| Australia (ARIA)                              | 9                 |
| Austria (Ö3 Austria Top 40)                   | 31                |
| Belgia (Ultratop Walonia)                     | 25                |
| European Hot 100 Singles                      | 35                |
| Holandia (Mega Single Top 100)                | 13                |
| Irlandia (IRMA)                               | 8                 |
| Niemcy (Media Control Charts)                 | 25                |
| Nowa Zelandia (RIANZ)                         | 9                 |
| Stany Zjednoczone (Billboard Hot 100)         | 36                |
| Stany Zjednoczone (Billboard Pop Songs)       | 15                |
| Szwajcaria (Media Control Charts)             | 19                |
| Świat (MuchMusic Top 30)                      | 13                |
| Wielka Brytania (The Official Charts Company) | 11                |
| Włochy (FIMI)                                 | 46                |